# Vlastimil Válek

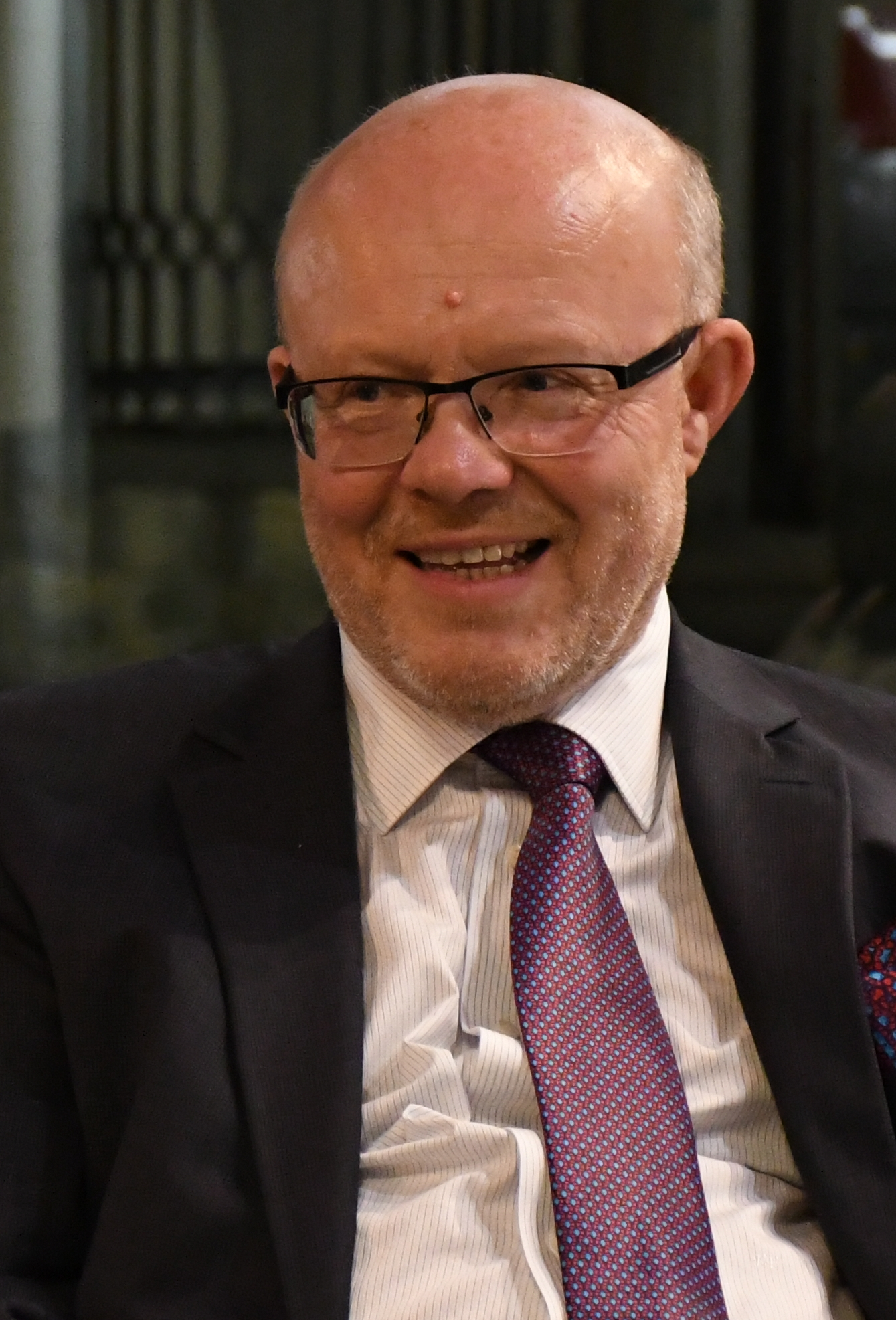
Vlastimil Válek (2019)

Vlastimil Válek (* 17. Mai 1960 in Brünn) ist ein tschechischer Politiker der Partei TOP 09 und Arzt der Radiologie. Seit der Abgeordnetenhauswahl in Tschechien 2017 ist er Mitglied des Abgeordnetenhaus des tschechischen Parlaments. Von Januar 2021 bis Oktober 2021 war er Fraktionsvorsitzender. Seit dem Jahr 2019 ist er zudem einer der stellvertretenden Vorsitzenden der Partei.
Nach der Abgeordnetenhauswahl in Tschechien 2021 wurde er im November 2021 als Nachfolger Adam Vojtěchs für den Posten des Gesundheitsministers in der Regierung Petr Fiala vorgeschlagen und am 17. Dezember 2021 vereidigt.